# ورزشگاه تایتان
ورزشگاه تایتان (به انگلیسی: Titan Stadium) با ظرفیت ۱۰٬۰۰۰ نفر در شهر فولرتون ایالت کالیفرنیا واقع شده‌استو دارای زمین چمن می‌باشد.

## نگارخانه

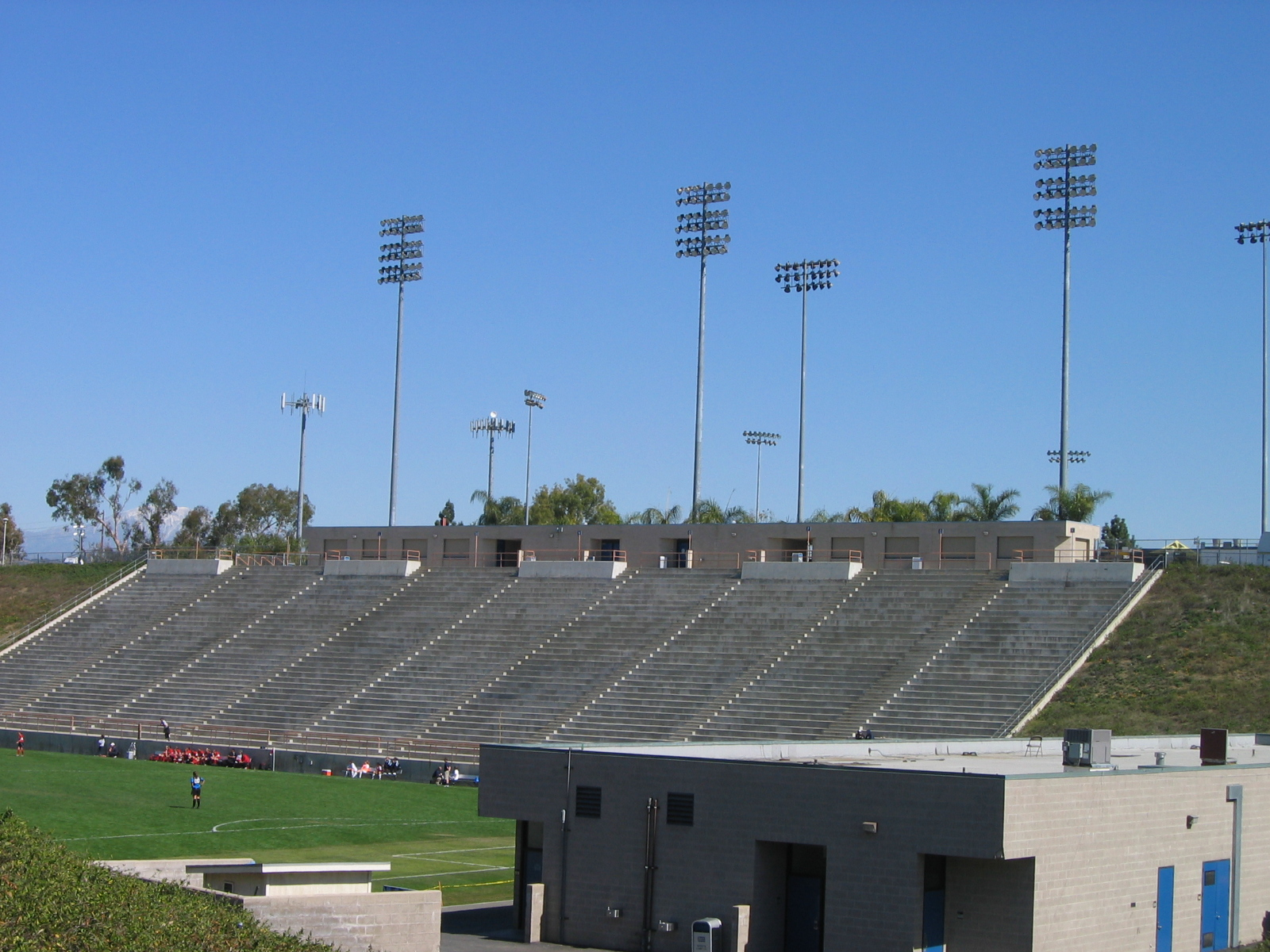
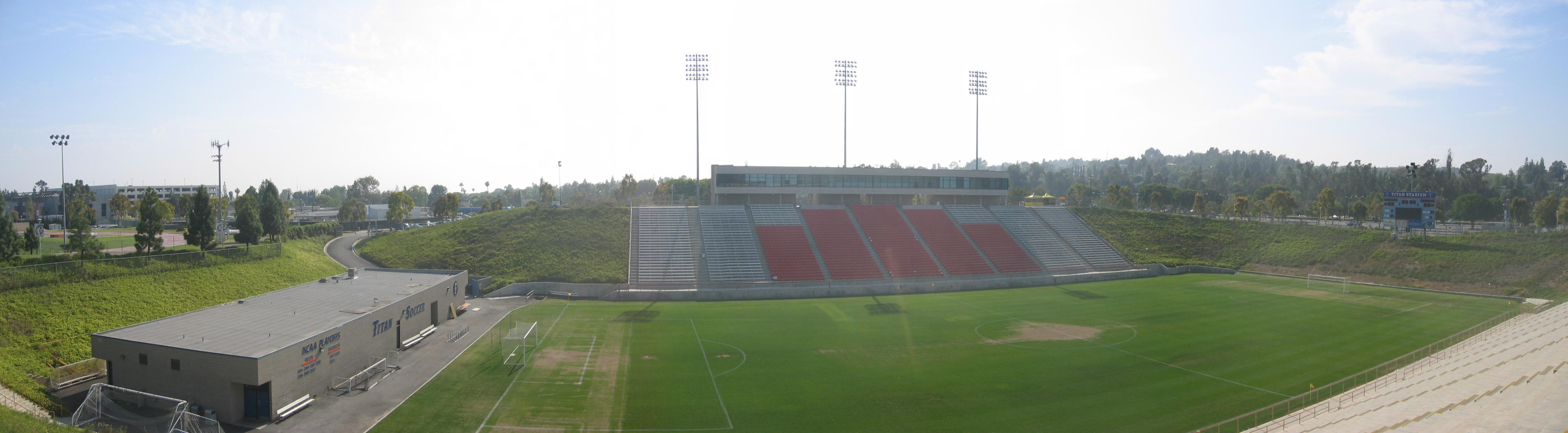